# Hingham (Massachusetts)
Hingham é uma vila localizada no condado de Plymouth no estado estadounidense de Massachusetts. No Censo de 2010 tinha uma população de 22.157 habitantes e uma densidade populacional de 325,13 pessoas por km².

## História

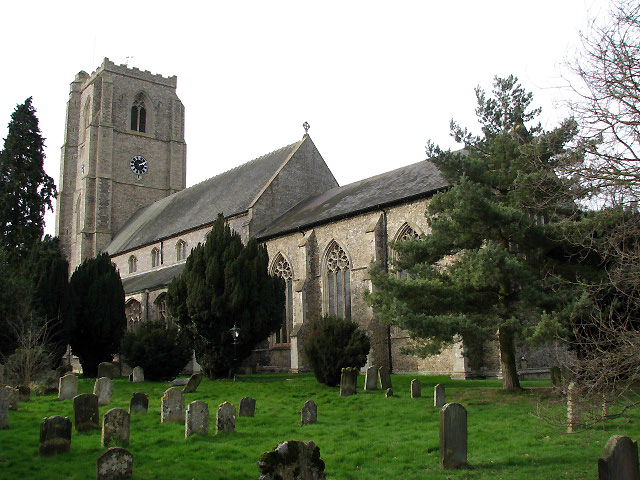
Igreja em Hingham, Inglaterra de onde vieram muitos dos colonistas

A cidade de Hingham foi apelidade «Bare Cove» pela colonização inglesa pela primeira vez em 1633, mas dois anos mais tarde foi incorporada como uma cidade sob o nome «Hingham» do condado de Suffolk afirmou Hingham desde a sua fundação em 1635 até 1793. Foi parte do Condado de Plymouth em 1803. A parte oriental da cidade separou-se para converter-se em Cohasset em 1770. A cidade foi nomeada Hingham. Uma estátua do presidente Lincoln enfeita a área adjacente ao centro da praça de Hingham.
Em 1889, um rico residente de Hingham, John Brewer, encarregado de Frederick Law Olmsted para desenhar uma subdivisão residencial na península Brewer propriedade adjacente a Hingham Harbor. Conquanto nunca se construíram. Após a Segunda Guerra Mundial, Hingham não teve sucesso em sua tentativa de que a península fora utilizada como o lugar da projectada criação da Secretaria das Nações Unidas. Em anos mais tarde, o lugar também se considerou para uma planta de energia nuclear. Na década de 1960, para prevenir o desenvolvimento posterior, os povoadores organizaram um esforço por preservar a península como espaço aberto. Hoje em dia esta terra conservação da natureza chama-se o fim do mundo e é mantido pelo Patronato das Reservas.

## Geografia
Hingham encontra-se localizado nas coordenadas 42° 13′ 23″ N, 70° 53′ 13″ O. Segundo o Departamento do Censo dos Estados Unidos, Hingham tem uma superfície total de 68.15 km², da qual 57.53 km² correspondem a terra firme e (15.58%) 10.62 km² é água.

## Demografia
Segundo o censo de 2010, tinha 22.157 pessoas residindo em Hingham. A densidade populacional era de 325,13 hab./km². Dos 22.157 habitantes, Hingham estava composto pelo 96.24% brancos, o 0.53% eram afroamericanos, o 0.15% eram amerindios, o 1.55% eram asiáticos, o 0.04% eram insulares do Pacífico, o 0.26% eram de outras raças e o 1.22% pertenciam a duas ou mais raças. Do total da população o 1.09% eram hispanos ou latinos de qualquer raça.